# チャールズ・デムス

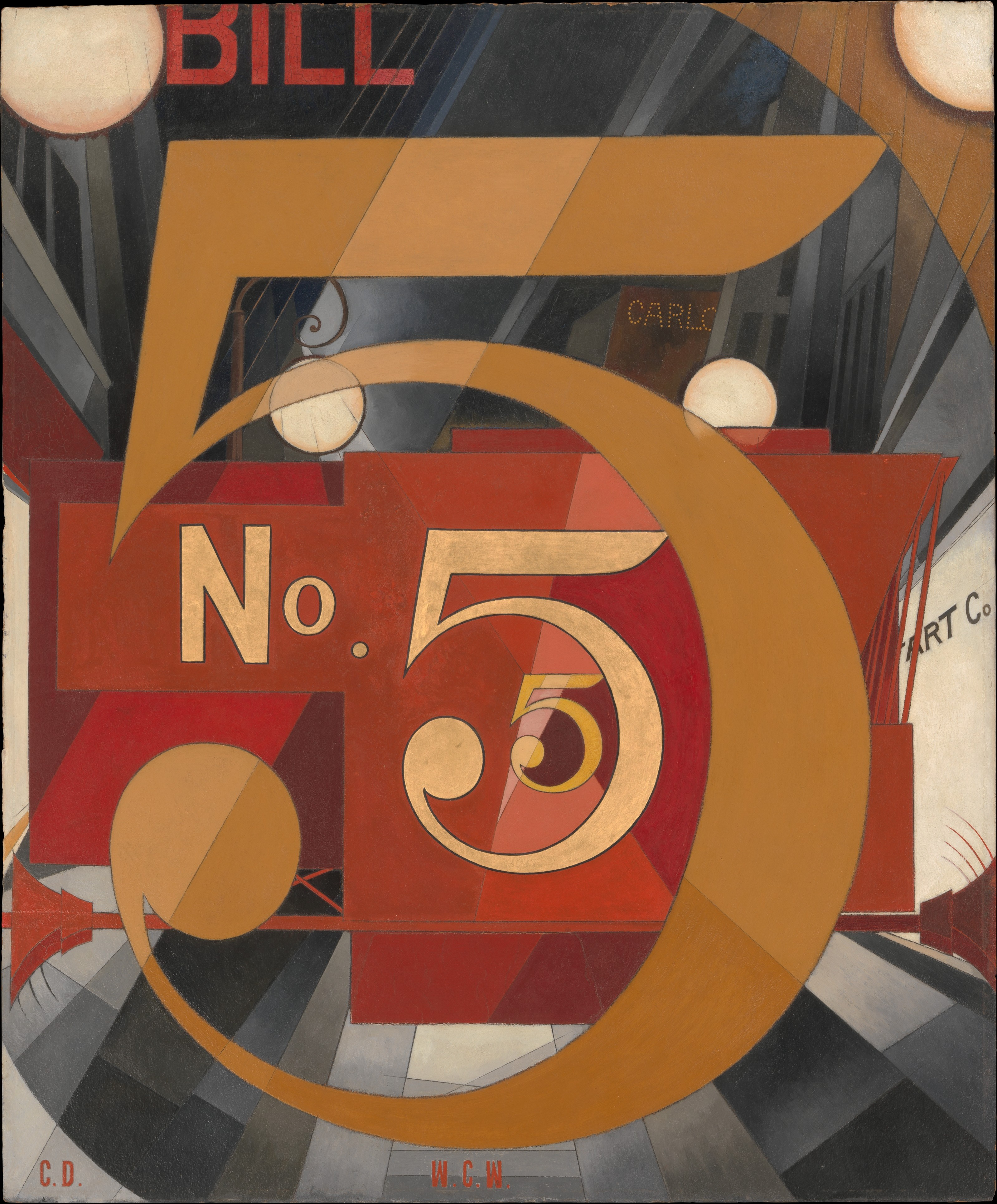
『金のNo.5 The Figure 5 in Gold aka I Saw the Figure 5 in Gold 』

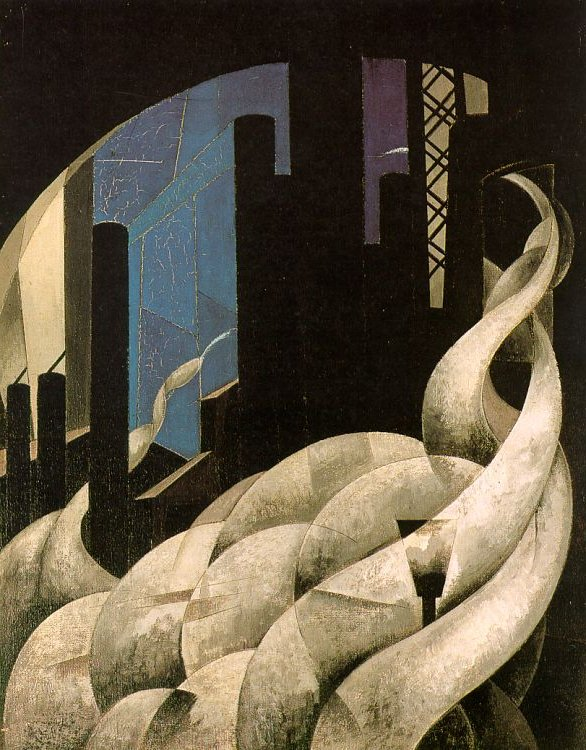
チャールズ・デムス『Incense of a New Church』（1921年）

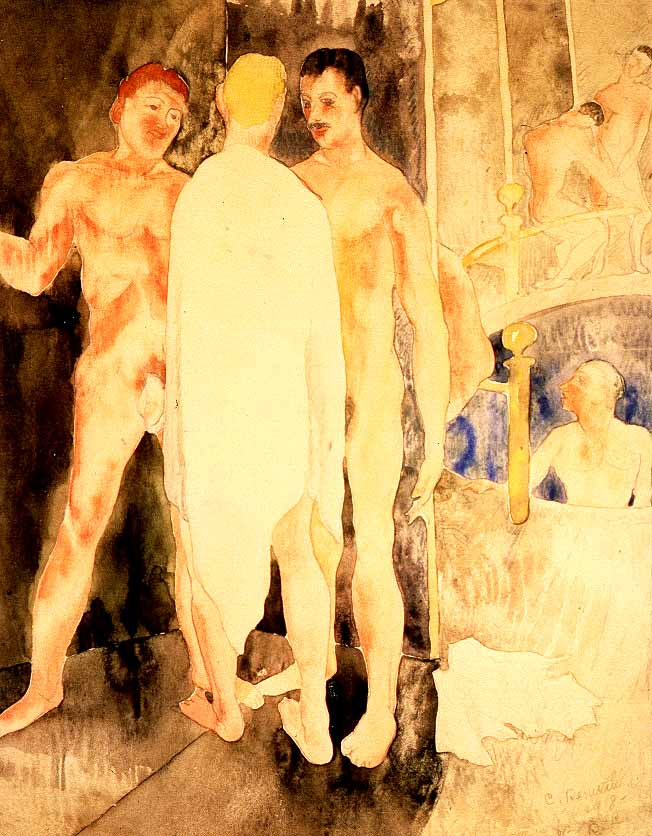
チャールズ・デムス『Turkish Bath with Self Portrait』（1918年）

チャールズ・デムス（Charles Demuth, 1883年11月9日 - 1935年10月23日）は、アメリカのプレシジョニズム画家。デムース、ディーマス、デュマスという表記もある。

## 経歴
デムスはペンシルベニア州ランカスターで生まれ、フィラデルフィアのペンシルベニア美術アカデミーで絵を学んだ。学生だった頃、下宿屋でウィリアム・カルロス・ウィリアムズと出会った。2人はたちまち友人になり、それは終生変わらなかった。
その後、パリに行き、アカデミー・コラロッシとアカデミー・ジュリアンで勉強を続けた。この地で彼は前衛美術の世界に足を踏み入れた。パリの芸術家のコミュニティは、デムスが同性愛であることを受け入れた。
パリ留学中、マースデン・ハートレーと知り合いになった。そのハートレーを通じて、アルフレッド・スティーグリッツとも知り合い、デムスはそのグループのメンバーになった。1926年、彼はニューヨークのアンダーソン画廊と、スティーグリッツの経営するインティメット画廊で個展を開いた。
彼の絵で最も有名なものといえば、やはり『金のNo.5 The Figure 5 in Gold aka I Saw the Figure 5 in Gold 』だろう。友人のウィリアム・カルロス・ウィリアムズの詩『The Great Figure』からインスピレーションを得たものだ。クリエイティヴな友人たちのポスター・ポートレートの1枚で、全部で9枚あり、他の人々はジョージア・オキーフ、アーサー・ダヴ、チャールズ・ダンカン、マースデン・ハートレー、ジョン・マリンといった画家、ガートルード・スタイン、ユージン・オニール、ウォレス・スティーヴンスといった作家たちだった。
2007年にAmon Carter Museumで開かれた彼の後期ランカスター絵画回顧展の展覧会目録によると、デムスの遺言で、彼の絵の多くはオキーフに委ねられたという。その絵を受け取った美術館がデムスをプレシジョニズム派の主要画家として固定評価しかねないという、オキーフの戦略的な判断であった。

## 私生活
デムスは4歳の時、怪我をしたが、臀部に小児麻痺あるいは結核菌の感染を起こしたようで、そのため彼は足を引きずって歩き、杖を必要とした。また後には糖尿病も患い、アメリカで最初にインスリン治療を受けた一人となった。人生のほとんどの期間が病弱で、最後は糖尿病の合併症でランカスター郡で亡くなった。51歳だった。
デムスはパートナーを探すため、公衆浴場を利用した。1918年に描かれた同性愛的な自画像の背景もトルコ風呂である。

## ギャラリー

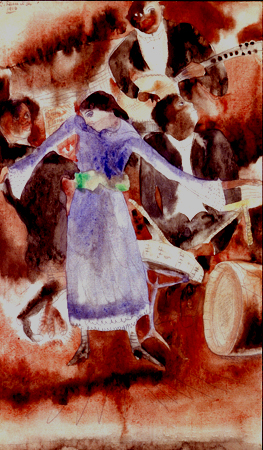
The Jazz Singer (1916)
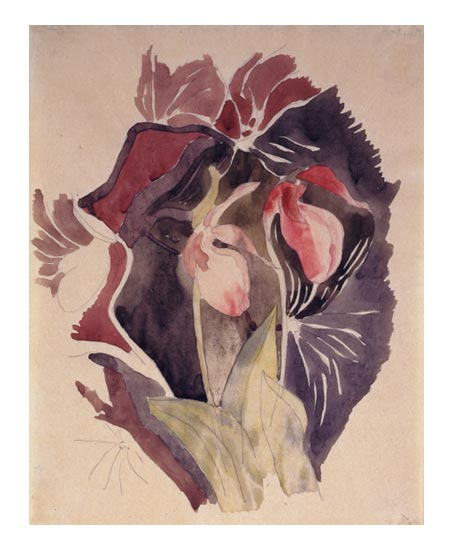
Wild Orchids (1920)
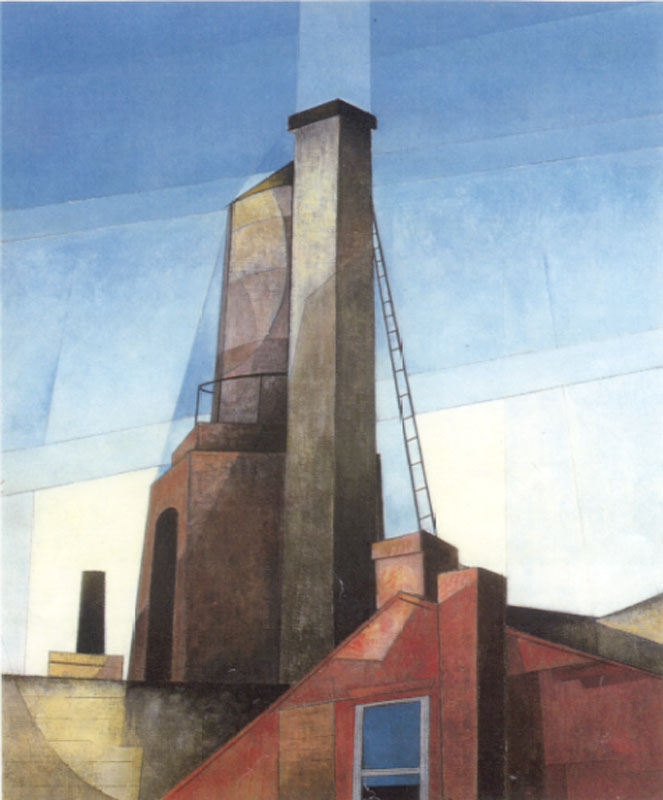
Aucassiu and Nicolette (1921)

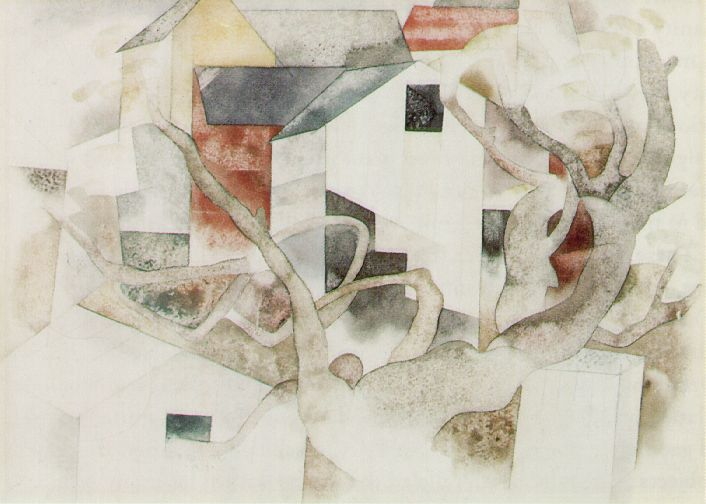
Trees and Barns Bermuda (1917)
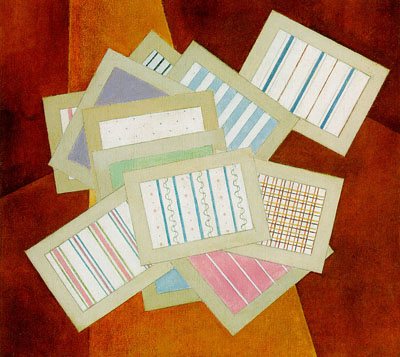
Spring (1921)